# 市岡元町
市岡元町（いちおかもとまち）は、大阪府大阪市港区にある町名。現行行政地名は市岡元町一丁目から市岡元町三丁目。

## 地理
港区の東部に位置し、南に南市岡、北に波除、西に磯路、東に西区と接している。

## 世帯数と人口
2019年（平成31年）3月31日現在の世帯数と人口は以下の通りである。
| 丁目           | 世帯数    | 人口    |
| -------------- | --------- | ------- |
| 市岡元町一丁目 | 1,201世帯 | 1,753人 |
| 市岡元町二丁目 | 1,121世帯 | 1,984人 |
| 市岡元町三丁目 | 654世帯   | 1,091人 |
| 計             | 2,976世帯 | 4,828人 |

### 人口の変遷
国勢調査による人口の推移。
| 1995年（平成7年）  | 4,851人 | [ 5 ] |  |
| 2000年（平成12年） | 4,632人 | [ 6 ] |  |
| 2005年（平成17年） | 4,528人 | [ 7 ] |  |
| 2010年（平成22年） | 4,590人 | [ 8 ] |  |
| 2015年（平成27年） | 4,619人 | [ 9 ] |  |

### 世帯数の変遷
国勢調査による世帯数の推移。
| 1995年（平成7年）  | 2,141世帯 | [ 5 ] |  |
| 2000年（平成12年） | 2,170世帯 | [ 6 ] |  |
| 2005年（平成17年） | 2,293世帯 | [ 7 ] |  |
| 2010年（平成22年） | 2,572世帯 | [ 8 ] |  |
| 2015年（平成27年） | 2,634世帯 | [ 9 ] |  |

## 事業所
2016年（平成28年）現在の経済センサス調査による事業所数と従業員数は以下の通りである。
| 丁目           | 事業所数  | 従業員数 |
| -------------- | --------- | -------- |
| 市岡元町一丁目 | 78事業所  | 679人    |
| 市岡元町二丁目 | 139事業所 | 549人    |
| 市岡元町三丁目 | 93事業所  | 563人    |
| 計             | 310事業所 | 1,791人  |

## 交通
- 阪神高速16号大阪港線
波除出入口
- 阪神高速17号西大阪線
弁天町出入口
- 国道43号
- 国道172号
- 中央大通

## 施設
- 大阪府立市岡高等学校
- 大阪市立市岡東中学校
- 港警察署 市岡元町三丁目交番
- 市岡元町公園

## その他

### 日本郵便
- 〒552-0002[3]（集配局：大阪港郵便局[11]）